# Aguamarina
La aguamarina es la variedad de color azul verdoso pálido del berilo al igual que la esmeralda. Se trata de una gema muy apreciada en joyería por su dureza, permitiendo una gran diversidad de cortes. Su color y brillo recuerdan al agua del mar.
El tono azulado de la aguamarina se debe a la presencia de Fe2+; mientras que el verdoso se debe a las inclusiones de Fe3+ y se puede eliminar con un ligero tratamiento térmico. Ésta es una práctica habitual, ya que la aguamarina es más valiosa cuanto más oscuro sea el color azul que presente. 
Entre las variedades de berilo, es la que menor densidad presenta, normalmente menor de 2,7 g/cm³.

## Formación
El berilo es un mineral de origen magmático asociado a rocas graníticas, por lo que sus variedades, como la aguamarina, también lo son. Este mineral se origina en la fase pegmatítica, normalmente a temperaturas entre los 1000 °C y los 600 °C. También se puede formar en yacimientos hidrotermales, asociado con otro tipo de piedras. En particular, la aguamarina suele encontrarse en casi todos los lugares donde haya berilo ordinario, en cristales de todos los tamaños.
Habitualmente, las aguamarinas suelen presentarse en piedras de 10 quilates. Sin embargo, en 1910 se encontró en la ciudad de Marambaia, Minas Gerais, Brasil, un ejemplar que pesaba 110 kilos. Esta aguamarina es la más grande que se ha encontrado, y sus dimensiones eran de 48,5 cm de largo y 42 cm de diámetro.

## Etimología e historia

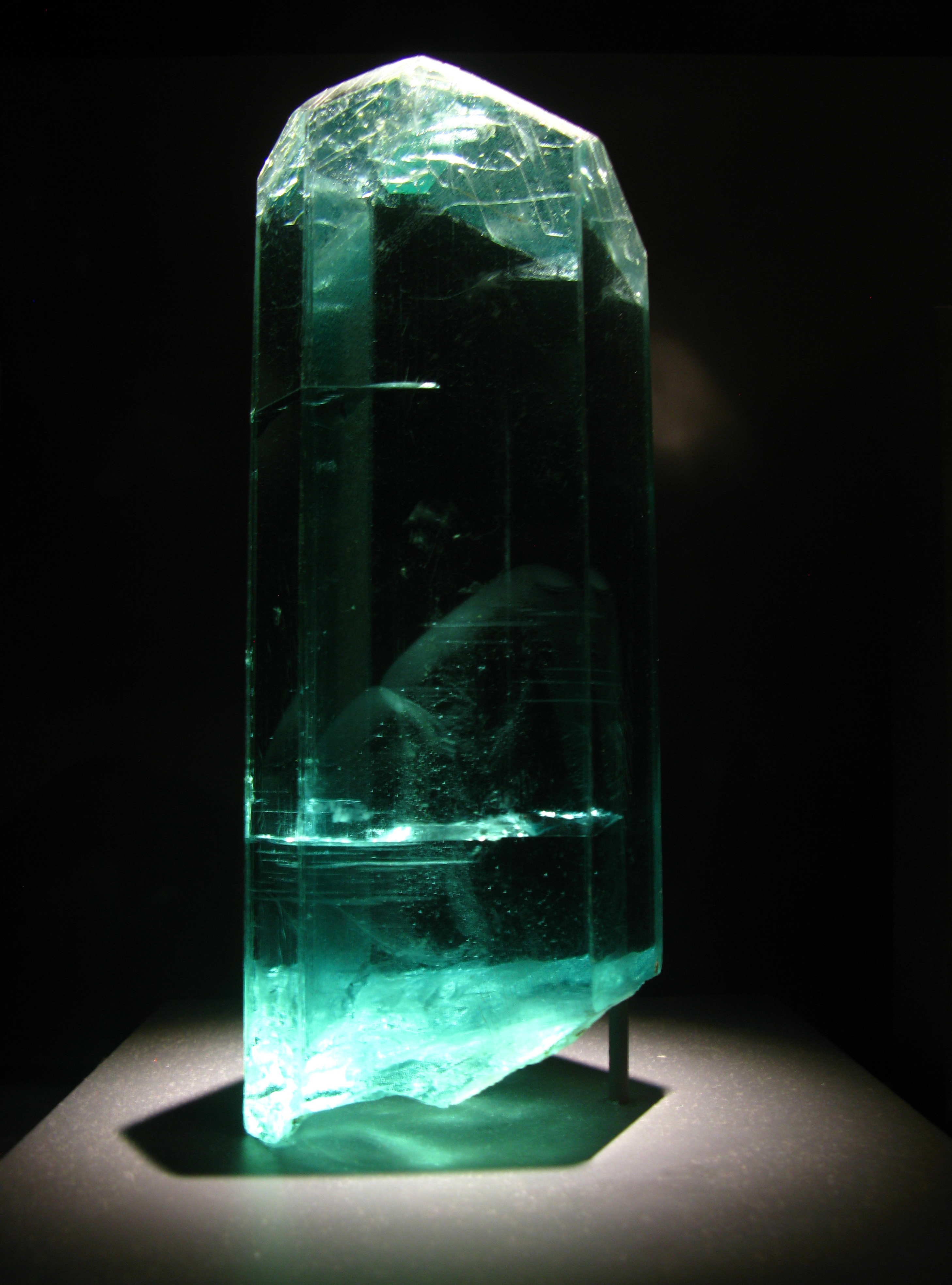
Aguamarina brasileña.

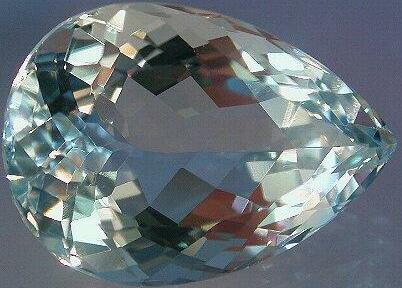
Aguamarina tallada.

El nombre aguamarina viene del latín, aqua marinā, agua del mar. Su nombre hace referencia a su color. 
Debido también a su color, la aguamarina se conocía antiguamente como la piedra del marinero. Antiguamente los marineros la llevaban como talismán contra el mareo y las tempestades.
Durante la Edad Media, los alquimistas pensaban que la aguamarina prevenía la retención de líquidos y que mejoraba la digestión. También se creía que esta piedra actuaba como antídoto de cualquier veneno.